# Рунге, Хольгер
Хольгер Рунге (нем. Holger Runge; 14 апреля 1925, Веймар, Тюрингия — 27 июня 2024, Нойс, Северный Рейн-Вестфалия) — немецкий художник и иллюстратор. 

## Жизнь и творчество

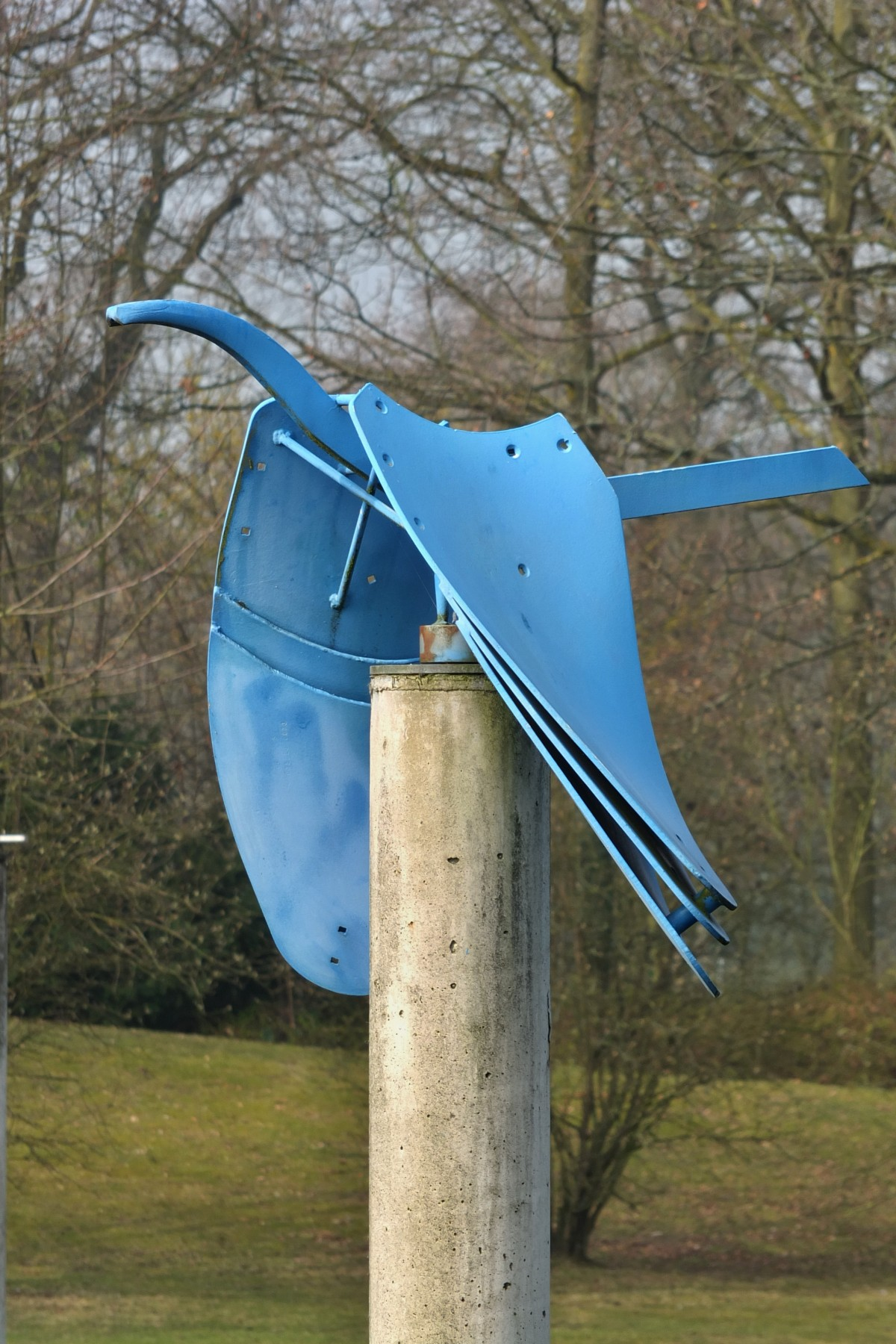
Стела «Птица пашни»(1994)

Первоначально изучал живопись и графику в родном Веймаре, затем — в Художественной академии Дюссельдорфа в классе графики у Отто Кёстера. Доцент искусств в дюссельдорфской Художественной академии, преподавал также на Производственном учительском семинаре в Дюссельдорфе. В 1964 году Х.Рунге, совместно с такими художниками, как Йозеф Бойс, Мартель Виганд, Готфрид Виганд, братьями Гансом и Францем Йозефом ван дер Гринтен, Эрвином Герихом, Рольфом Крумменауэром, Андре Томкинсом и Францем Эггеншвилером обранизует «Общество графиков Остерат» („Radiergemeinschaft Osterath“). После 1976 года Х.Рунге вёл творческую жизнь свободного художника. Начиная с 1960 года художник жил в городке Меербуш-Остерат. Многие из его работ представлены в экспозиции художественного музея в замке Мойланд.
Умер 27 июня 2024 года в Нойсе в возрасте 99 лет.

## Сборники графики и иллюстрированные издания
- Holger Runge: 'Momente 1, Das Erlebnis des Augenblicks. Zeichnungen. Edition Vogelmann, Meerbusch-Büderich bei Düsseldorf 1994, ISBN 3-89170-016-4.
- Holger Runge: Momente 2, Das Erlebnis des Augenblicks. Zeichnungen. Edition Vogelmann, Meerbusch-Büderich bei Düsseldorf 1994, ISBN 3-89170-017-2.
- Holger Runge: Momente 3, Das Erlebnis des Augenblicks. Zeichnungen. Edition Vogelmann, Meerbusch-Büderich bei Düsseldorf 1995, ISBN 3-89170-018-0.
- Holger Runge, Kartenbilder. Dokumentation zur Ausstellung des Clemens Sels Museums, Neuss 1985.
- Holger Runge, Materialbilder, Gesamtverzeichnis 1951-1979. Eine Dokumentation zur Ausstellung des Kunstvereins Bremerhaven in der Kunsthalle Bremerhaven, Kleve, 1979.
- Holger Runge, Materialbilder, Gesamtverzeichnis 1979–1994. Katalog mit Textbeiträgen von Hans van der Grinten und Franz Joseph van der Grinten.
- Holger Runge: Farbige Blätter, 1947–2002. Unter Betreuung von Paul Thoben von Han Thoben gestaltet. Nijmegen 2003.
- Holger Runge: Gleich-Gültiges. Materialbilder-Zeichnungen-Radierungen, Museum Schloss Moyland-Bedburg-Hau, 2004, ISBN 3-935 166-26-5.
- Wladimir Arsenjew (Владимир Арсеньев): Dersu Usala. Durch die Urwälder des fernen Ostens. (Дерсу Узала. Через девственные леса Дальнего Востока) Mit sieben Tusch- und Federzeichnungen von Holger Runge. Edition Vogelmann, 1985, ISBN 3-88458-751-X.
- Clemens Hillebrand (изд.): Annemarie Erbslöh. Radierungen, Zeichnungen, Collagen. Vorwort von Holger Runge. Edition Lubcaparellalo, Köln 2005, ISBN 3-9810490-0-4.